# Região Geográfica Imediata de Cametá
A Região Geográfica Imediata de Cametá é uma das 21 regiões imediatas do estado brasileiro do Pará, uma das 3 regiões imediatas que compõem a Região Geográfica Intermediária de Belém e uma das 509 regiões imediatas no Brasil, criadas pelo IBGE em 2017. É composta de 4 municípios.

## Municípios
A Região Geográfica de Abaetetuba é composta por 4 municípios:
| Região geográfica imediata           | Municípios                                             | População Estimativa 2018 | Área (km²) |
| ------------------------------------ | ------------------------------------------------------ | ------------------------- | ---------- |
| Região Geográfica Imediata de Cametá | Cametá (sede) Limoeiro do Ajuru MocajubaOeiras do Pará | 227 877                   | 9 294,650  |